# AFK Sistema

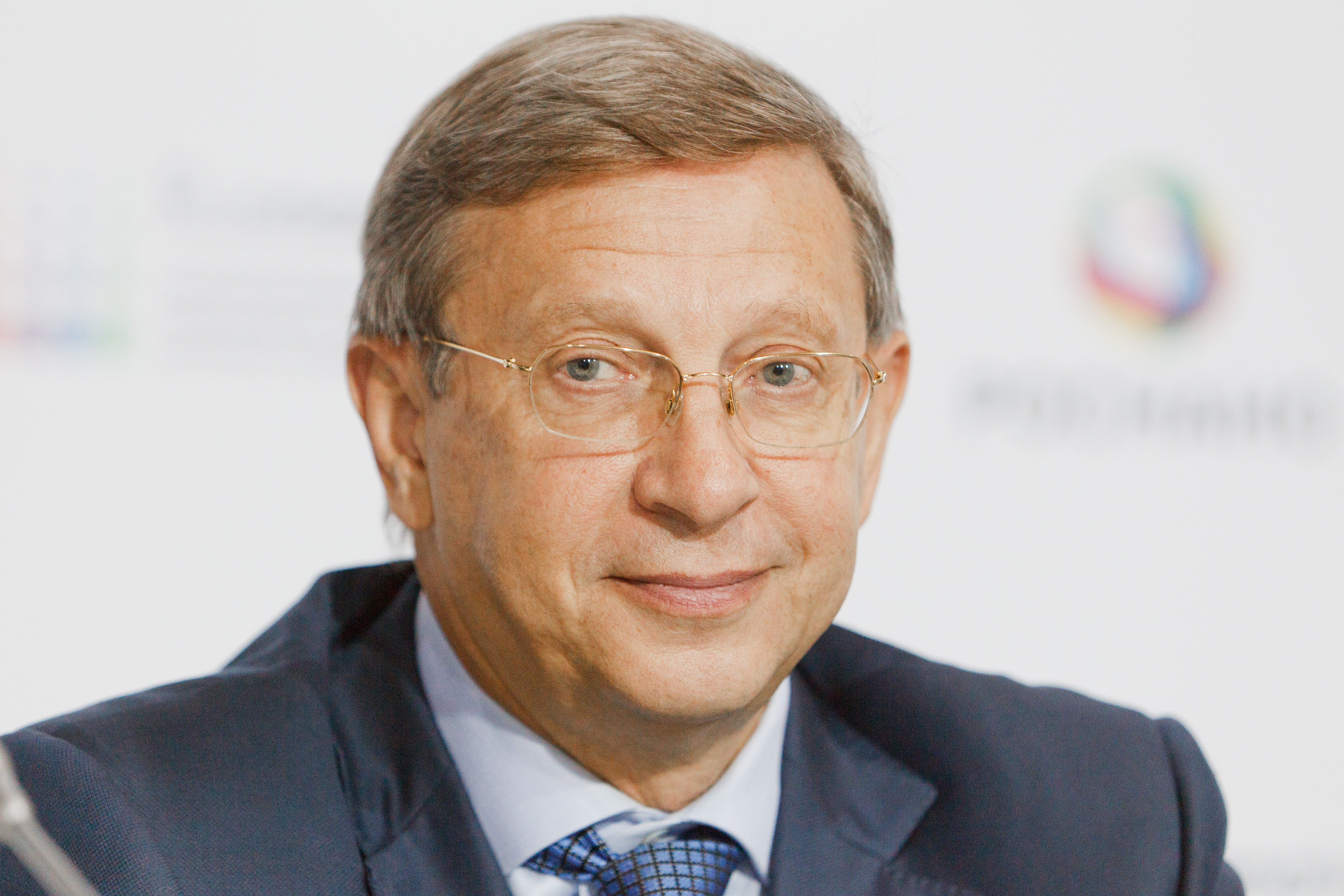
Vladimir Yevtushenkov

Sistema Russisch: АО АФК Система) is een groot Russisch conglomeraat met belangen in diverse economische sectoren. Het hoofdkantoor staat in Moskou. Vladimir Yevtushenkov is grootaandeelhouder en heeft 59% van de aandelen in handen.

## Activiteiten
Sistema is een conglomeraat en werd in 1993 opgericht. Het heeft aandelenbelangen in een breed scala van bedrijven die actief zijn op het gebied van de communicatie, detailhandel, hout, papier en verpakkingsmiddelen, onroerend goed, gezondheidszorg en meer. Het bedrijf richt zich met alle activiteiten hoofdzakelijk op de consument. Naast de normale bedrijfsvoering voert Sistema een actieve strategie om belangen in bedrijven te kopen en te verkopen.
De aandelen van Sistema staan vanaf 2005 op de beurs genoteerd. Het heeft een beursnotering op de beurs van Moskou. Er staan ook Global Depositary Receipts (GDR) genoteerd aan de London Stock Exchange (LSE), waarbij één GDR 20 aandelen vertegenwoordigd. Medio april 2023 heeft het bedrijf aangekondigd de notering van de GDRs te staken.
In 2018 realiseerde het een totale omzet van Russische roebel 777 miljard, waarvan bijna 90% in Rusland. De resultaten waren negatief en Sistema leed een verlies van RUB 38 miljard. MTS leverde met een aandeel van 60% de grootste bijdrage aan de omzet, gevolgd door Detsky Mir met een omzetaandeel van 14%.
In 2018 had Sistema belangen in de volgende grote bedrijven:
- Mobile TeleSystems (MTS, aandelenbelang 50,01%): een grote aanbieder van mobiele en vaste telefonie met zo’n 105 miljoen mobiele abonnees in Rusland, Armenië, Oekraïne en Wit-Rusland). Het is verder actief op het gebied van kabeltelevisie en satelliet TV, internet en informatie technologie. Hier werken zo’n 65.000 medewerkers. MTS heeft een eigen beursnotering op de beurs van Moskou.
- Detsky Mir Group (52,1%) is een winkelketen die zicht vooral richt op kinderenkleding, speelgoed en schoenen. Per jaareinde had het 743 winkels in Rusland en Kazachstan. De winkels opereren onder de namen Detsky Mir, ELC en ABC en verder verkoopt Zoozavr benodigdheden voor huisdieren. Dit onderdeel heeft sinds 2017 ook een eigen beursnotering.
- RTI (87%) is een groot onderzoeks- en productiebedrijf van radars, geautomatiseerde controlesystemen, commandocentra, communicatieapparatuur, elektronische apparaten en micro-elektronica.

Het had verder belangen in kleinere bedrijven, waaronder:
- Segezha (99,9%) is een geïntegreerd bos, hout en papierbedrijf. Het heeft eigen bossen en het kaphout wordt gebruikt voor houtproducten en in de papierindustrie. Hier zijn meer dan 13.000 medewerkers actief.
- Medsi (99%) is een keten van gezondheidsinstellingen. Er zijn 42 vestigingen waaronder klinieken, diagnose centra en sanatoria.
- Steppe AgroHolding (92,8%) is een van de grootste landbouwbedrijven in het land. Het is actief op het gebied van de akkerbouw, melkveehouderij, suiker- en graanhandel, groente en fruitteelt en logistiek.
- Leader Invest (49%) en de Nedvizhimost groep (100%) zijn ontwikkelaars van onroerend goed, zowel voor de huisvesting als commerciële vastgoed.
- Bashkir Power Grid Company (BPGC, 91%) is een groot regionaal netwerkbedrijf voor het transport van elektriciteit.

Sistema geeft geld aan liefdadigheidsprogramma's op het gebied van onderwijs, cultuur en kunst en ter ondersteuning van kwetsbare bevolkingsgroepen. De totale uitgaven in de periode 2014-2016 was meer dan 4 miljard roebel. Van Sistema Charitable Foundation is het hoofd Felix Yevtushenkov.

### Resultaten
De belangrijkste financiële resultaten van Sistema staan in de tabel. In 2014 leed het een groot verlies, het belang in Bashneft was aan de overheid overgedragen en dit resulteerde in een buitengewone last van US$ 5 miljard. In 2017 volgde met betrekking tot Bashneft nog een schikking van RUB 100 miljard (US$ 1,7 miljard), waardoor ook dit jaar met verlies werd afgesloten.
| Jaar | Omzet | Bedrijfsresultaat | Nettoresultaat |
| ---- | ----- | ----------------- | -------------- |
| 2014 | 631,7 | 60,9              | −232,6         |
| 2015 | 708,6 | 69,0              | 33,6           |
| 2016 | 680,9 | 82,2              | −11,8          |
| 2017 | 693,4 | 90,3              | −94,6          |
| 2018 | 777,4 | 128,6             | −45,9          |

## Geschiedenis
Vladimir Yevtushenkov was begin jaren negentig een ambtenaar in dienst bij de gemeente Moskou. In 1992 werd Joeri Loezjkov burgemeester van de stad, hij bleef in deze functie tot september 2010, en de twee leerden elkaar snel kennen en werden vrienden.
In 1993 ging Yevtushenkov in zaken. In oktober 1993 werd MTS opgericht door Moscow City Telephone Network (MGTS), T-Mobile, Siemens en enkele andere aandeelhouders. Twee jaar later werd de telefoonmaatschappij van Moskou deels geprivatiseerd. Op 21 april 1995 won Yevtushenkov's Sistema de tender en kreeg hiermee 33% van de aandelen voor US$ 136 miljoen, waarvan US$ 100 miljoen te voldoen in moderne telefoonapparatuur, in handen. De marktwaarde voor het hele telefoonbedrijf werd destijds geschat op US$ 2 miljard. In 1996 had Sistema een meerderheidsbelang in MTS en dit is nog steeds het belangrijkste bedrijfsonderdeel van het conglomeraat. In 2000 kreeg MTS een beursnotering op de New York Stock Exchange en dit leverde US$ 305 miljoen op. In dat jaar behaalde MTS een nettowinst van US$ 90 miljoen op een omzet van iets meer dan US$ 0,5 miljard. Drie jaar later volgde een notering op de beurs van Moskou. In 2003 was de omzet van Sistema gegroeid naar US$ 3,8 miljard, waarvan twee derde afkomstig van MTS.
In 1993 was Sistema ook betrokken bij de oprichting van de Moscow Bank for Reconstruction and Development (MBRD) en had ook een verzekeringsmaatschappij die allebei profiteerden van de contacten met het stadsbestuur.
Het warenhuis Detsky Mir opende de deuren op 8 september 1947 in Moskou. In 1992 nam het stadsbestuur van Moskou het warenhuis over en twee jaar kreeg Sistema een aandelenbelang van 43% in handen. Tussen 2003 en 2007 werden in Rusland 85 nieuwe Detsky Mir vestigingen geopend. In 2011 werd in Kazachstan de eerste buitenlandse winkel geopend. Detsky Mir kreeg in 2017 een eigen aandelennotering op de beurs van Moskou. In november 2019 verkocht Sistema een deel zijn zijn aandelenpakket aan een Russisch-Chinees investeringsfonds, waarmee het belang daalde naar 33,4%.

### Bashneft
In maart 2009 werd Sistema de grootste aandeelhouder in het olie- en gasbedrijf Bashneft. Het deed vervolgens een bod op de overige aandelen, maar kreeg daarmee nog niet alle aandelen in handen. In 2011 had het 69% van de aandelen en 86% van het stemrecht in handen. Bashneft produceerde dat jaar 15 miljoen ton aardolie en had ook een grote raffinaderij met een capaciteit van 21 miljoen ton op jaarbasis. De omzet was in dat jaar zo’n US$ 16,5 miljard en dit resulteerde in een nettowinst van US$ 1,2 miljard. Bashneft was in datzelfde jaar goed voor de helft van de totale omzet van Sistema.
Korte tijd later ontstond een conflict met de Russische overheid, vergelijkbaar met de ontwikkelingen bij Yukos. In september 2014 werd grootaandeelhouder Yevtushenkov onder huisarrest geplaatst en dit duurde tot december. In december 2014 werd Sistema veroordeeld om zijn belang over te dragen aan de overheid. Sistema bracht de verkoper van het pakket Bashneft aandelen uit 2009 voor de rechter en kreeg een schadevergoeding van zo’n RUB 60 miljard in 2015. In oktober 2016 verkocht de overheid het meerderheidsbelang in Bashneft aan Rosneft. De Russische oliemaatschappij, voor bijna 70% in handen van de Russische staat, betaalde hiervoor US$ 5,3 miljard (RUB 329,6 miljard). In mei 2017 bracht Rosneft een zaak naar de rechter en eiste van Sistema een vergoeding van US$ 1,9 miljard in verband met Bashneft. Volgens Rosneft had Sistema activa van Bashneft verkocht, waarvoor Rosneft heeft betaald aan de overheid, maar heeft deze niet gekregen. Op 22 december 2017 werd de zaak geschikt en betaalde Sistema RUB 100 miljard (US$ 1,7 miljard) aan de eisers.

## Boete
In maart 2019 stemde MTS in met een betaling van US$ 850 miljoen nadat de Amerikaanse toezichthouder had vastgesteld dat het telecombedrijf de Oezbeekse autoriteiten had omgekocht voor zakelijk gewin. MTS verliet de Oezbeekse markt in 2016 nadat het werd onderzocht door het Amerikaanse ministerie van Justitie en de Securities and Exchange Commission (SEC) als onderdeel van een breder onderzoek naar de activiteiten van telecombedrijven in Oezbekistan.
Acron ·
Aeroflot ·
AFK Sistema ·
ALROSA ·
Bashneft ·
Beurs van Moskou ·
DIXY ·
FGC UES ·
FosAgro ·
Gazprom ·
Inter RAO UES ·
LSR Group ·
LUKOIL ·
Magnit ·
Mechel ·
MegaFon ·
MMK ·
Mosenergo ·
MTS ·
M.video ·
Moskou Credit Bank ·
Norilsk Nikkel ·
Novatek ·
Novolipetsk Steel ·
Oeralkali ·
PIK Group ·
Polymetal ·
Polyus ·
Rosneft ·
Rosseti ·
Rostelecom ·
RusHydro ·
Rusagro ·
Rusal ·
Sberbank ·
Severstal ·
Soergoetneftegaz ·
Tatneft ·
TMK ·
Transneft ·
VTB bank ·
Unipro ·
United Wagon Company ·
Yandex ·
Zeehandelshaven van Novorossiejsk